# Södertälje ridklubb
Södertälje ridklubb (SRK) är Södertäljes största ridklubb och har sin verksamhet vid Lina ridanläggning, belägen i Lina Hage. Klubben grundades 1948 och hade från starten sin verksamhet vid det så kallade Tältet-området bredvid kanalen. Efter att den ursprungliga anläggningen hade blivit alltmer kringgärdad av stadsbebyggelse och sliten, så började klubben att bygga dagens ridanläggning i Lina Hage 1993 och hösten 1994 kunde man flytta in.  Klubben bedriver ridskola i klubbens regi med cirka 450 elever per vecka, ridskolan blev utnämnd till årets ridskola år 2013 av Svenska Ridsportförbundet.

## Tävlingsverksamhet

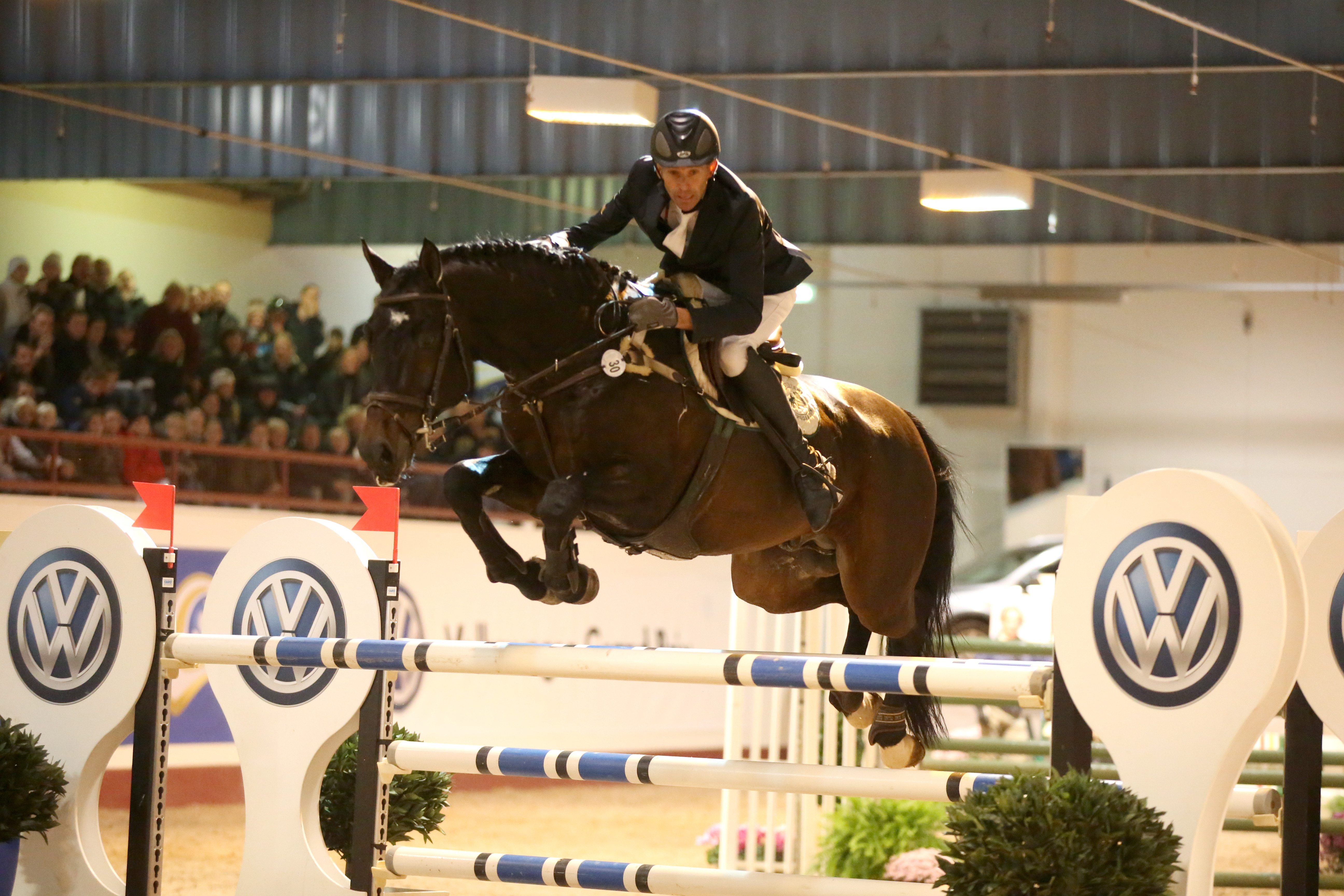
Niklas Arvidsson på Click and Cash under delfinalen av Volkswagen Grand Prix hos Södertälje ridklubb

Klubbens cirka 100 aktiva tävlingsryttare tävlar primärt banhoppning och dressyr med placeringar upp till SM-nivå. 2012 gick klubbens lag upp i elitserien av Ridsportallsvenskan i hoppning. Klubben har en omfattande tävlings verksamhet och arrangerar tävlingar upp till Elit-nivå. Under 2013 och 2014 arrangerade klubben deltävlingar i hoppserierna Volkswagen Grand Prix och Swedish Riders Trophy. Svenska mästerskapen i dressyr 2014 arrangerades av klubben på Ericsbergs slott mellan den 8 till 11 maj 2014. Under november 2019 så arrangerade klubben ett samlat Svenskt inomhusmästerskap i banhoppning både för ponny och häst. Klubben arrangerar även regelbundet clinics med internationella toppryttare som Sara Algotsson Ostholt, Jens Fredricson, Douglas Lindelöw och Adelinde Cornelissen.

## Meriterade ryttare
- Michael Petersson trefaldig svensk mästare i fälttävlan
- Marlene Lindblad Silver i SM i Banhoppning Strömsholm 2021
- Pether Markne A-tränare hoppning, Inverkansdomare, växte upp och började sin karriär i Södertälje Ridklubb.[5]
- Linda Heed svensk mästare i banhoppning Ängelholm 2004[6]

## Klubbmeriter
- Utnämndes till Årets Ridskola 2013 av Svenska Ridsportförbundet
- SRK:s elitlag i hoppning tog SM-brons 2015. I laget deltog under säsongen: Amanda Gullström, Caroline Frisch, Lina Ling-Vannerus, Marlene Lindblad, Linda Heed, Elin Larm, Ulrika Karnéus, Julia Andersson och Pontus Lidsell.
- Ridskolan har 2015 gått till semifinal flera år i rad både på häst och ponny i utbytestävlingar (Ponnycup, Stocksholmscup) i dressyr mellan ridskolorna i Stockholmsdistriktet.